# Bataille de Flamborough Head
Guerre Franco-Anglaise
Batailles
La bataille de Flamborough Head est un combat naval qui a lieu le 23 septembre 1779, au large de Flamborough Head (située sur le côté de Yorkshire) en mer du Nord. Il oppose une escadre de la Continental Navy commandée par John Paul Jones ainsi que deux navires corsaires français à deux navires britanniques escortant un important convoi marchand. Il s'agit d'une des batailles navales les plus célébrées de la guerre d'indépendance des États-Unis en dépit de la faiblesse des forces engagées. Certains points font, aujourd'hui encore, l'objet de débats parmi les historiens.

## Forces en présence

### États-Unis et France
- USS Bonhomme Richard (1765)  (42 canons)
- Pallas (32 canons)
- Alliance (32 canons)
- Vengeance (12 canons)
- Le Cerf
- le Monsieur
- le Granville

### Royaume uni
- HMS Serapis (1779) (50 canons)
- Countess of Scarborough (20 canons)
- Convoi marchand

### Sources et bibliographie
- (en) Cet article est partiellement ou en totalité issu de l’article de Wikipédia en anglais intitulé « Battle of Flamborough Head » (voir la liste des auteurs).
- Jacques Mordal, 25 siècles de guerre sur mer, Éditions Marabout Université, Verviers, 1959.